# Central Line (gruppo musicale)
Central Line è stato un gruppo musicale britannico noto per il brano Walking into Sunshine del 1981.

## Formazione
- Steve Salvari – cantante, tastiera
- Camelle Hinds – cantante, basso
- Lipson Francis – cantante, tastiera
- Henri Defoe – cantante, chitarra
- Jake Le Mesurier – percussioni
- Linton Beckles – cantante, percussioni
- Mel Gaynor – percussioni
- Michael Finbarr Murphy – chitarra, tastiera
- Roy Carter – chitarra, tastiera
- Steve Jeffries – tastiera
- George Chandler – cantante
- Dee Sealy –  cantante
- Jimmy Chambers – cantante

## Discografia

### Album
| Anno                                                              | Titolo         | Etichetta       | Piazzamento in classifica | Piazzamento in classifica | Piazzamento in classifica | Piazzamento in classifica |
| Anno                                                              | Titolo         | Etichetta       | US                        | US R&B                    | UK                        |                           |
| ----------------------------------------------------------------- | -------------- | --------------- | ------------------------- | ------------------------- | ------------------------- | ------------------------- |
| 1981                                                              | Central Line   | Mercury Records | 145                       | 32                        | —                         |                           |
| 1981                                                              | Breaking Point | Mercury Records | —                         | —                         | 64                        |                           |
| 1983                                                              | Choice         | Mercury Records | —                         | —                         | —                         |                           |
| "—" indica non classificato o non distribuito in quel territorio. |                |                 |                           |                           |                           |                           |

### Singoli
| Anno                                                              | Titolo                         | Piazzamento in classifica | Piazzamento in classifica | Piazzamento in classifica | Piazzamento in classifica |
| Anno                                                              | Titolo                         | US Pop                    | US R&B                    | US Dance                  | UK                        |
| ----------------------------------------------------------------- | ------------------------------ | ------------------------- | ------------------------- | ------------------------- | ------------------------- |
| 1979                                                              | Wot We Got (It's Hot)          | —                         | —                         | —                         | —                         |
| 1980                                                              | Sticks & Stones                | —                         | —                         | —                         | —                         |
| 1980                                                              | You Can Do It (You Know)       | —                         | —                         | —                         | 67                        |
| 1981                                                              | That's No Way to Treat My Love | —                         | —                         | —                         | —                         |
| 1981                                                              | Walking into Sunshine          | 84                        | 14                        | 5                         | 42                        |
| 1982                                                              | Don't Tell Me                  | —                         | —                         | —                         | 55                        |
| 1982                                                              | You've Said Enough             | —                         | 54                        | 11                        | 58                        |
| 1982                                                              | Nature Boy                     | —                         | —                         | —                         | 21                        |
| 1983                                                              | Surprise Surprise              | —                         | —                         | —                         | 48                        |
| 1983                                                              | Time for Some Fun              | —                         | 49                        | 39                        | 99                        |
| 1983                                                              | Lovely Day                     | —                         | —                         | —                         | 81                        |
| 1984                                                              | Betcha Gonna                   | —                         | —                         | —                         | —                         |
| "—" indica non classificato o non distribuito in quel territorio. |                                |                           |                           |                           |                           |